# Postzegelpincet

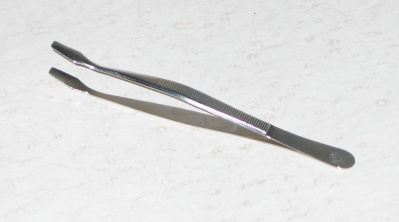
Postzegelpincet

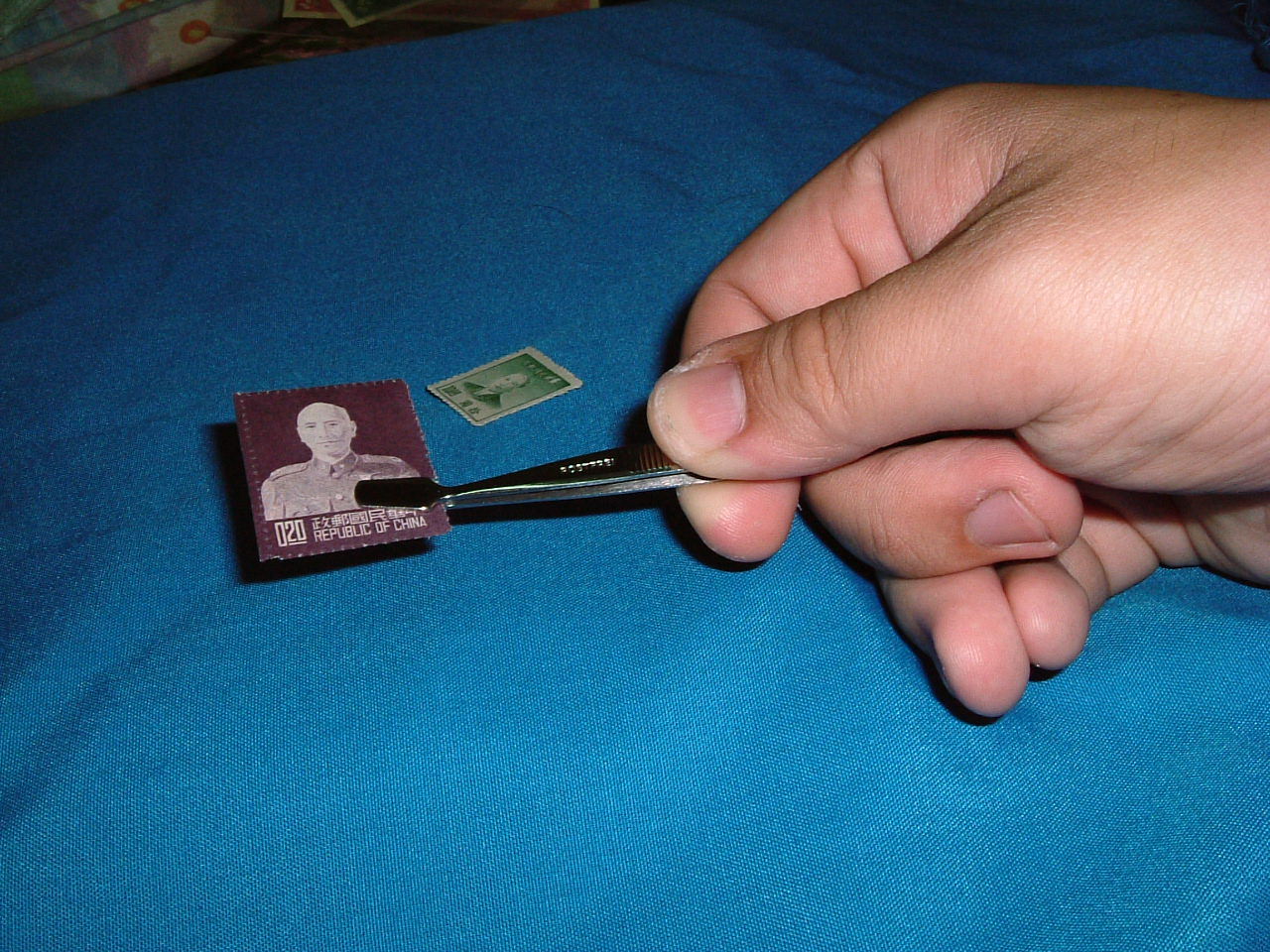
Postzegelpincet in gebruik

Een postzegelpincet is een speciale pincet met uiterst vlakke bekken waarmee postzegels door verzamelaars opgepakt kunnen worden zonder onnodige risico's voor beschadiging van de tanding.
Ook zijn er modellen waarbij tevens de uiteinden van het bekken afgerond zijn, om beschadiging te voorkomen.
Hetzelfde instrumentje wordt in laboratoria gebruikt voor het hanteren van de uiterst dunne dekglaasjes voor microscopie.
Dit is dan het dekglaspincet volgens Kühne.